# 中你的毒
《中你的毒》（英語："Toxic"），是美国歌手布兰妮·斯皮尔斯的一首歌曲。收录于她的第4张录音室专辑《流行禁區》中。歌曲于2004年1月13日作为专辑的第2支单曲发行。唱片公司原定于〈神魂顛倒〉（"(I Got That) Boom Boom"）和〈肆無忌憚〉中选择专辑的第2支单曲，但斯皮尔斯选择了这首歌曲。本曲是一支受到电子流行曲影响的舞蹈流行曲，其伴奏使用了多种乐器，如鼓、合成器与冲浪吉他等，歌曲中伴有激烈的宝莱坞弦线和喘息的声线。歌曲的歌词描述了“因至爱的魅力而中毒”。本曲获得了乐评的好评，乐评人称其为《流行禁區》最强劲的歌曲，称赞了歌曲的钩部与副歌。
〈中你的毒〉获得了全球性的成功，在15个国家进入了排行榜前5，其中歌曲在澳大利亚、加拿大、匈牙利、挪威和英国获得了冠军。在美国，本曲成为了斯皮尔斯第4支进入排行前10的单曲。歌曲的音乐录像带由约瑟夫·卡安导演，借鉴了电影《银翼杀手》与《七年之痒》。在音乐录像带中，斯皮尔斯扮演了一位特工搜寻一小瓶绿色液体。当她偷到这瓶液体后，她进入了一个公寓杀死了她的出轨男友。由于音乐录像带穿插着布兰妮全裸身体而全身布有钻石的镜头，在珍妮·杰克逊超级碗中场表演事故后，音乐录像带被MTV电视网认为过于色情，将其移至午夜播放。
斯皮尔斯多次现场表演了〈中你的毒〉，包括2004年NRJ音乐大奖和自己的三场巡演。本曲是黑玛瑙巡回演唱会的开场表演，在巡演中，斯皮尔斯身穿黑色猫服站在一辆巴士顶部表演；而在妮裳马戏团巡回演唱会、蛇蝎美人巡回演唱会和布兰妮：破碎的我等巡演或驻唱表演中，斯皮尔斯表演了歌曲的混音版。本曲曾被许多艺人翻唱，并在电视剧《欢乐合唱团》中被表演。本曲还作为了电影《一夜大肚》、《怎么又是你》和电视剧《異世奇人》的背景音乐。本曲使斯皮尔斯获得了自己职业生涯的第1座格莱美奖，获得了第47届格莱美奖最佳舞曲录制。本曲被Pitchfork、《新音乐快递》和《滚石》评选为十年最佳歌曲之一。

## 创作与录制
〈中你的毒〉由凱西·丹尼斯、亨里克·莊伯克、克里斯蒂安·卡爾森与庞图斯·温伯格（Pontus Winnberg）共同创作，并由卡爾森和温伯格制作
在创作时，歌曲参考了美国歌手珍妮·杰克逊的风格。起初，歌曲提供给澳大利亚歌手凯莉·米洛演唱，但米洛回绝了它。米洛表示她“在唱片公司的办公室听了歌曲的一个片段后谢绝了这首歌”，并在这首歌成为热门单曲后表示“就像溜走的一样，你只能算了”
〈中你的毒〉在瑞典斯德哥尔摩的穆林录音室和洛杉矶的唱片工厂录音室录制，并由尼克拉斯·弗莱克特（Niklas Flyckt）在斯德哥尔摩的Khabang录音室混制。

## 榜单成绩

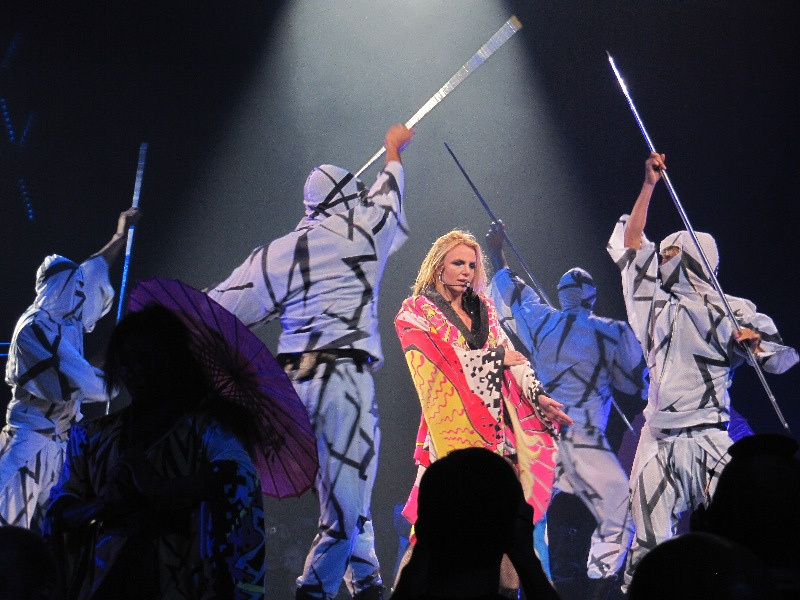
布兰妮于蛇蝎美人巡回演唱会中表演本曲。

〈中你的毒〉于2004年1月31日进入了美国告示牌百强单曲榜第53名，成为该周最高空降。2004年3月27日，歌曲达到了上榜以来最高排位第9名，成为布兰妮职业生涯既2000年歌曲《爱的再告白》后第4个在美国进入前10名的单曲。除此以外，〈中你的毒〉也在美国流行榜和Hot Dance Club Songs 夺冠。2004年10月25日，歌曲被美国唱片业协会 (RIAA) 以100,000份销量认证为金唱片。截至2012年6月，根据尼尔森销量统计系统的统计，〈中你的毒〉已经在美国获得1,815,000次付费数字下载。I这是布兰妮在美国第5畅销的单曲。歌曲在加拿大单曲榜夺冠。〈中你的毒〉于2004年3月15日空降澳大利亚单曲榜冠军，并连续夺冠两周，并被澳大利亚唱片业协会 （ARIA）以35,000份销售单元认证为金唱片。

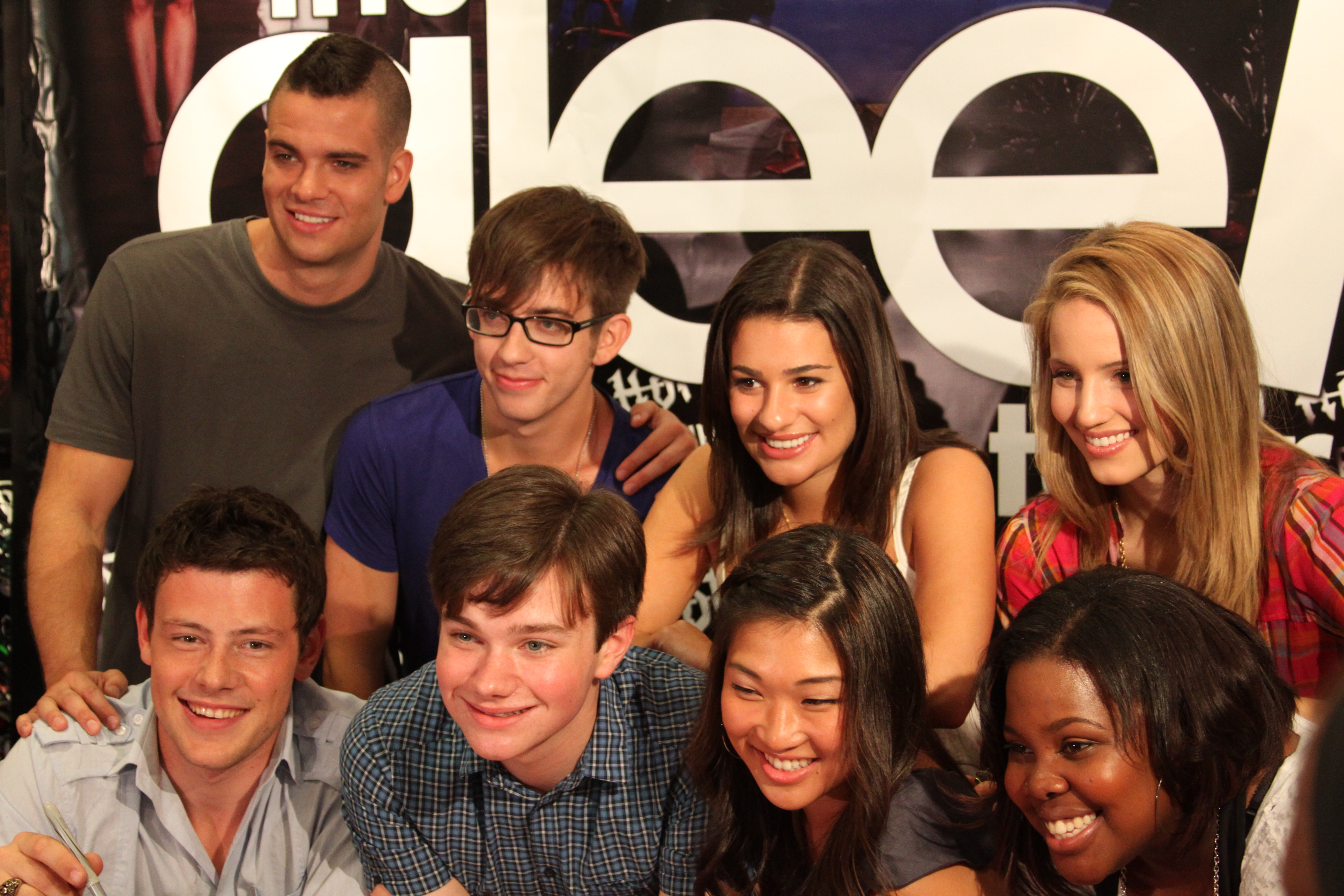
本曲于电视剧《欢乐合唱团》中被表演。电视剧翻唱版本空降告示牌百强单曲榜第16名。

## 曲目列表
| - 英国CD单曲 1. "Toxic" (Album Version) — 3:22 2. "Toxic" (Lenny Bertoldo Mix Show Edit) — 5:46 3. "Toxic" (Armand Van Helden Remix Edit) — 6:25 4. "Toxic" (Felix Da Housecat's Club Mix) — 7:09 5. "Toxic" (Album Mix Instrumental) — 3:20 - CD单曲 1. "Toxic" — 3:22 2. "Toxic" (Album Mix Instrumental) — 3:20 | - 12英寸黑胶唱片 1. "Toxic" — 3:22 2. "Toxic" (Album Mix Instrumental) — 3:20 3. "Toxic" (Bloodshy & Avant's Remix) — 5:35 4. "Toxic" (Armand Van Helden Remix - Edit) — 6:25 - 妮裳十年-冠军全纪录 盒装单曲 1. "Toxic" - 3:22 2. "Toxic" (Bloodshy & Avant's Intoxicated Remix) - 5:36 |

## 制作群

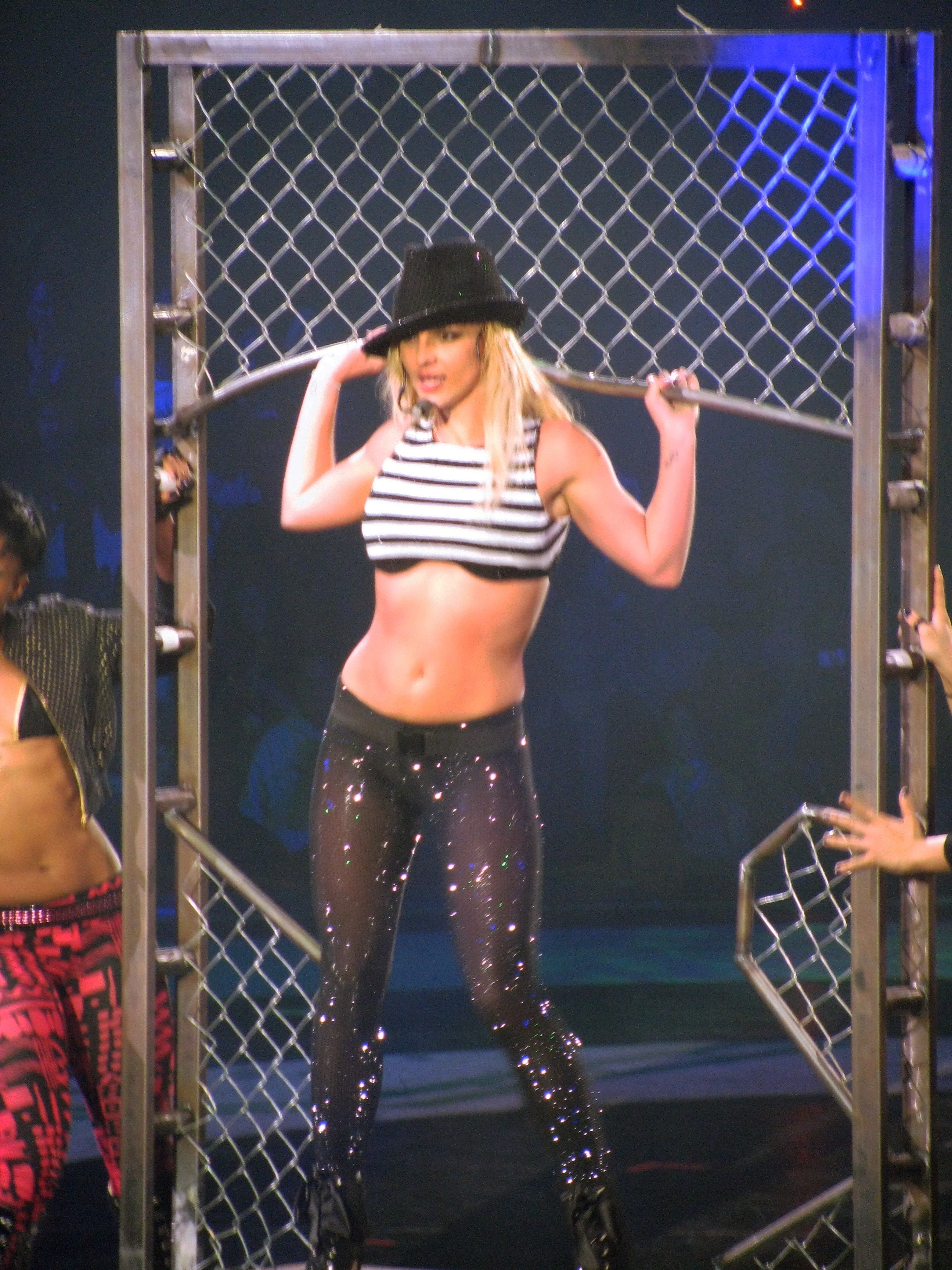
布兰妮于妮裳马戏团巡回演唱会中表演本曲。

| - 布兰妮·斯皮尔斯 – 主唱与背景人声 - Cathy Dennis – 词曲与背景人声 - Henrik Jonback – 词曲与吉他 - Bloodshy & Avant – 词曲、制作、管理、伴奏、编程与剪辑 - Steve Lunt – 管理 | - Thomas Lindberg – 贝斯 - Janson & Janson – 弦线 - Emma Holmgren – 背景人声 - BlackCell – 背景人声 - Niklas Flyckt – 混音 |

## 发行历史

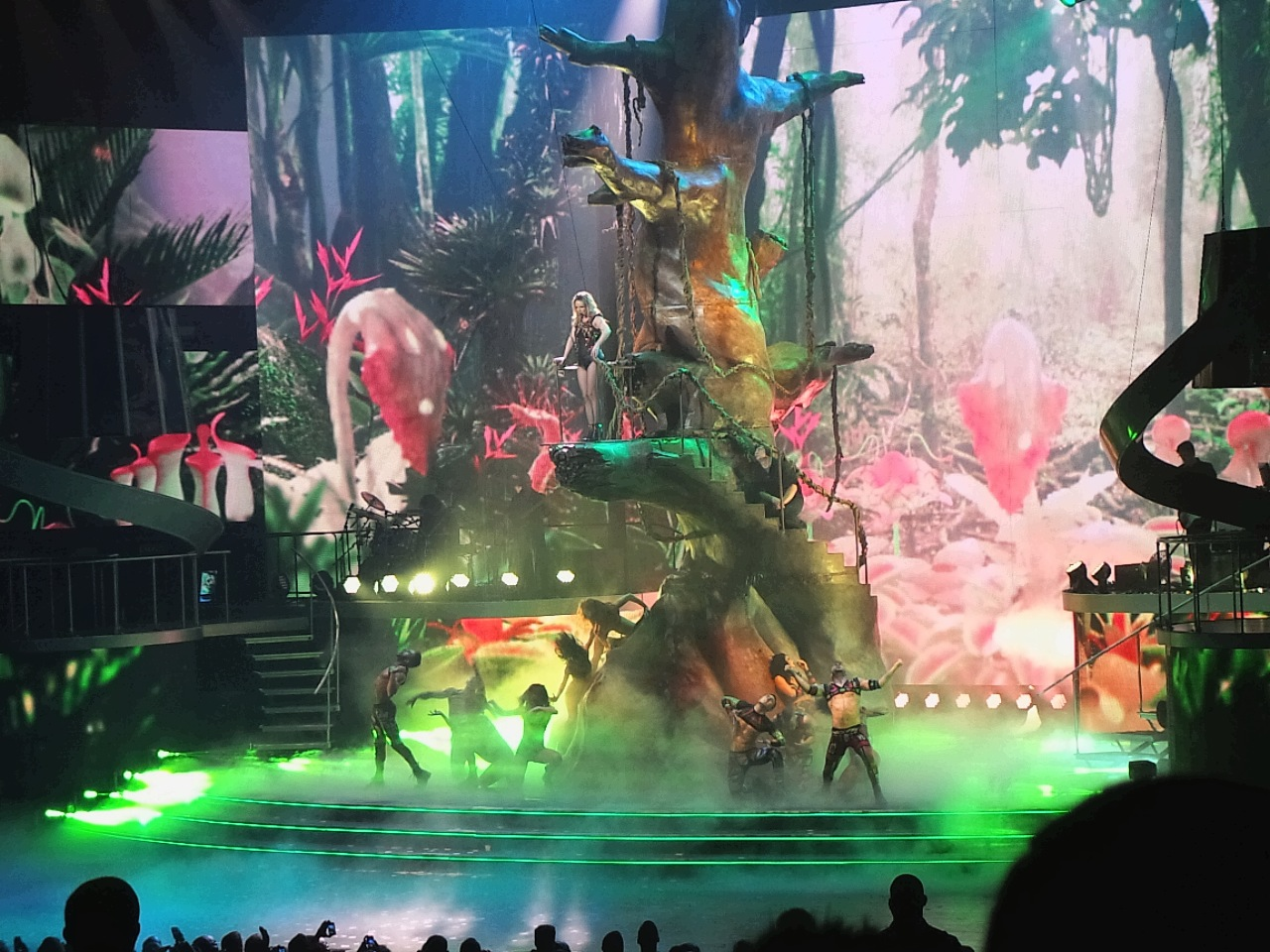
布兰妮于布兰妮：破碎的我驻唱中表演本曲。

| 国家 | 日期          | 形式     | 厂牌     |
| ---- | ------------- | -------- | -------- |
| 美国 | 2004年1月13日 | 主流电台 | Jive RCA |
| 德国 | 2004年2月9日  | CD单曲   | 索尼     |
| 英国 | 2004年3月1日  | 12"      | RCA      |
| 英国 | 2004年3月1日  | CD单曲   | RCA      |

## 外部連結
- YouTube上的官方音樂錄像帶